# رابطة مسح القيم العالمية
رابطة مسح القيم العالمية WVS (بالإنجليزية:World Values Survey) هي مشروع بحثي عالمي يهدف إلى استكشاف قيم الأفراد ومعتقداتهم وكيف تتغير بمرور الوقت، بالإضافة إلى تأثيرها الاجتماعي والسياسي. 
يتولى القيام بمهامها شبكة عالمية من علماء الاجتماع الذين قاموا -منذ سنة 1981- بإجراء دراسات استقصائية وطنية تمثيلية في 100 بلد تقريباً.

## المهام
- تقوم الرابطة بقياس ومراقبة واتخاذ تدابير تشمل ما يلي:
- دعم الديمقراطية والتسامح إزاء الأجانب والأقليات العرقية.
- دعم المساواة بين الجنسين.
- دور الدين وتغير مستويات التدين وتأثيرات العولمة و المواقف تجاه: البيئة والعمل والأسرة، والسياسة، والهوية الوطنية، والثقافة، والتنوع، وانعدام الأمن، والرفاه الشخصي.

## الدراسات
تتضمن نتائج الدراسة معلومات لمقرري السياسات الذين يسعون لبناء مجتمع مدني ومؤسسات ديمقراطية في البلدان النامية. وغالبا ما يتم استخدام هذا العمل من قبل الحكومات في أنحاء العالم و الباحثين والطلاب والصحفيين والمنظمات العالمية ومؤسسات مثل البنك الدولي والامم المتحدة (برنامج الأمم المتحدة الإنمائي و برنامج الأمم المتحدة للمستوطنات البشرية).

## الإستخدامات
استخدمت بيانات رابطة مسح القيم العالمي لفهم أفضل للدوافع الكامنة وراء احداث مثل الربيع العربي واضطرابات فرنسا 2005 والإبادة الجماعية في رواندا عام 1994 والحروب اليوغوسلافية والاضطرابات السياسية في تسعينات القرن الماضي.

## وصلات خارجية
- الصفحة الرئيسية للأمم المتحدة باللغة العربية
- أنظمة ومنظمات الأمم المتحدة